# Kraljevo Selo
Kraljevo Selo is een plaats in de gemeente Bosiljevo in de Kroatische provincie Karlovac. De plaats telt 4 inwoners (2001).